# Natalobatrachus bonebergi
Natalobatrachus bonebergi är en groddjursart som beskrevs av John Hewitt och Paul Ayshford Methuen 1912. Den ingår i släktet Natalobatrachus och familjen Pyxicephalidae. IUCN kategoriserar arten globalt som starkt hotad. Inga underarter finns listade i Catalogue of Life.

## Beskrivning
Natalobatrachus bonebergi är en liten groda med långa fingrar och tår med stora finger- och tådynor. Nosen är spetsig, och når tydligt framför underkäken. Kroppen är vanligen brun, även om det också finns ljusare och mörkare brungröna former. Arten har en svart strimma på varje sida, som går från nosspetsen, genom nedre delen av ögat och till armen. Ryggen har ofta en ljusare strimma längs ryggraden. Honan kan bli 37 mm lång, hanen 25 mm.

## Utbredning och status
Arten är endemisk för Sydafrika, där den lever från Manubi-skogen i Östra Kapprovinsen till södra och centrala KwaZulu-Natal. Utbredningen är starkt fragmenterad, och populationen minskar. Främsta anledningarna är uppodling för sockerrörsodling, skogsbruk och -avverkning, samt byggnation. ITIS har därför rödlistat arten som starkt hotad ("EN").

## Ekologi
Natalobatrachus bonebergi förekommer i fuktiga, låglänta skogar på högst 500 meters höjd, ofta lägre. Den lever nära vatten på områden med klippor och lövförna.

### Fortplantning
Arten är en skicklig simmare, och leker i klara, grunda strömmar med överhängande vegetation. Lektiden är mycket lång; den varar från augusti till juni med en topp i december till april. Hanarna ropar på honorna med ett mycket lågmält lockläte medan de sitter på en flodbank eller är uppflugna på en klippa eller växt ovan vattenytan. Honan lägger ågg i form av geleaktiga högar med 75 till 95 ägg på klippytor eller växtdelar ovan vattenytan. Äggen kläcks efter knappt en vecka, varvid grodynglen ramlar ner i vattnet. De förvandlas efter omkring två månader.